# 第22回全国中等学校蹴球選手権大会
第22回全国中等学校蹴球選手権大会（だい22かいぜんこくちゅうとうがっこうしゅうきゅうせんしゅけんたいかい）は、大阪毎日新聞主催により1941年1月に南甲子園運動場で開催された、全国中等学校蹴球選手権大会である。

## 参加チーム
- 函館師範（北海道、2年ぶり8回目）
- 仙台二中（宮城、4年ぶり2回目）
- 浦和中（埼玉、初出場）
- 青山師範（東京、2年連続7回目）
- 湘南中（神奈川、2年連続3回目）
- 富山師範（富山、6年連続13回目）
- 刈谷（愛知、5年ぶり2回目）
- 滋賀師範（滋賀、2年ぶり5回目）
- 明星商（大阪、4年連続14回目）
- 神戸三中（兵庫、初出場）
- 修道中（広島、8年ぶり2回目）
- 愛媛師範（愛媛、初出場）
- 長崎師範（長崎、5年ぶり4回目）
- 鹿児島商（鹿児島、初出場）
- 普成中（朝鮮、初出場）
- 長栄中（台湾、初出場）

## 試合結果

### 1回戦
- 明星商 5 - 0 刈谷中
- 修道中 2 - 1 浦和中
- 函館師範 4 - 0 愛媛師範
- 普成中 8 - 1 湘南中
- 青山師範 12 - 0 鹿児島商
- 神戸三中 4 - 2 富山師範
- 仙台二中 6 - 1 長崎師範
- 滋賀師範 2 - 1 長栄中

### 準々決勝
- 明星商 3 - 1 修道中
- 普成中 12 - 0 函館師範
- 神戸三中 4 - 2 青山師範（延長）
- 滋賀師範 4 - 2 仙台二中

### 準決勝
- 普成中 5 - 2 明星商
- 神戸三中 6 - 3 滋賀師範

### 決勝
- 普成中 4 – 0 神戸三中